# فایل دستگاهی

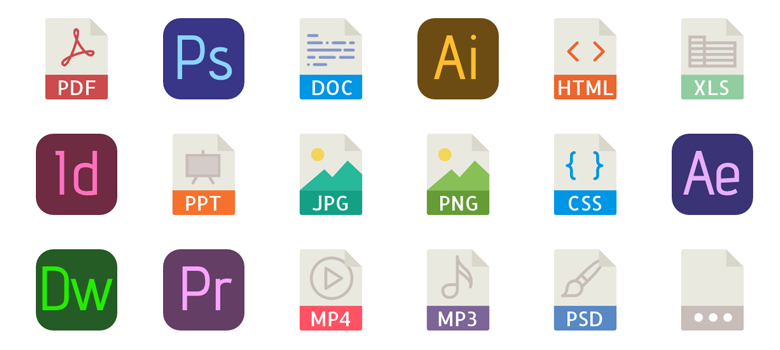
انواع فایل ها

فایل دستگاه یا فایل دستگاهی (به انگلیسی: Device File)، در سیستم‌عاملهای شبه یونیکس، رابطی برای یک گرداننده دستگاه است که در سیستم فایل، همانند یک فایل عادی به نظر می‌رسد. فایل‌های مخصوصی هم در سیستم‌عامل‌های مایکروسافت داس و مایکروسافت ویندوز قرار دارند. این فایل‌ها به یک نرم‌افزار اجازه می‌دهند تا بتواند با یک گرداننده دستگاه با استفاده از فراخوان‌های سیستمی استاندارد ورودی/خروجی ارتباط برقرار کند. این کار باعث می‌شود کارها به شکل ساده‌تری صورت پذیرد و مکانیزم‌های ورود و خروج اطلاعات در برنامه‌های فضای کاربری یکنواخت باشد.
فایل‌های دستگاهی عموماً رابط‌های ساده‌ای را برای دستگاه‌های جانبی از جمله چاپگر و درگاه‌های سریال فراهم می‌کنند. اما از این فایل‌ها می‌توان برای دسترسی داشتن به منابع خاصی بر روی آن دستگاه‌ها، مثل پارتیشن‌های دیسک سخت نیز استفاده کرد. فایل‌های دستگاهی می‌توانند برای دسترسی داشتن به منابع سیستمی خاصی که ارتباطی با هیچ‌یک از دستگاه‌های واقعی نظیر سینک‌های داده و مولدهای اعداد تصادفی ندارند هم مورد استفاده قرار گیرند. سیستم‌عامل داس این ویژگی را از یونیکس قرض گرفته است. از آنجایی که نسخه‌های اولیه داس از سلسله مراتب دایرکتوری پشتیبانی نمی‌کردند، برای تشخیص دادن دستگاه‌ها از فایل‌های عادی، آنها را با کلمات رزرو شده مشخص می‌کردند. این حرف به این معنیست که تعدادی اسم فایلی از قبل برای دستگاه‌ها رزرو شده بودند و نباید از آنها برای نامگذاری فایل‌ها و دایرکتوری‌های جدید استفاده می‌شد. این اسامی رزروشده خود به گونه‌ای انتخاب می‌شدند تا با اداره کردن «فایل‌های خاص» توسط دستور PIP در CP/M سازگار باشند. دو نوع فایل مخصوص در ام‌اس داس وجود داشت. اولی دستگاه‌های بلوکی (برای درایوهای دیسک استفاده می‌شدند) و دومی دستگاه‌های کاراکتری (عموماً برای دیگر دستگاه‌ها از جمله دستگاه‌های COM و PRN) نام داشتند. PIPE و MAILSLOT و MUP دیگر دستگاه‌های استاندارد ویندوز هستند.

## انواع فایل دستگاه در سیستم عامل‌های unix
۲ نوع عمومی فایل دستگاه در سیستم عامل‌های unix وجود دارد. یکی character special file و دیگری Block special file. تفاوت بین آنها در چگونگی نوشتن داده در آنها و خواندن از آنها است که توسط سیستم عامل و سخت‌افزار پردازش می‌شود. برخی از سیستم‌عامل‌ها مثل فری‌بی‌اس‌دی تنها فایل‌های character special file دارند و فاقد Block special file هستند. چرا که دسترسی مستقیم به فایل‌های Block special ممکن است به علت کش شدن اطلاعات در هسته، خطرناک باشد.